# Полушарие суши
Полушарие суши или материковое полушарие представляет собой земное полушарие, где наиболее развита суша. Его центр, расположен по координатам 47°13′ с. ш. 1°32′ з. д. (недалеко от французского города Нант). Дополнительным к полушарию суши является полушарие воды.
Полушарие суши включает в себя шесть седьмых суши Земли, в том числе Европу, Африку, Северную Америку, большую часть Азии и большую часть Южной Америки. Европа расположена в центре полушария суши.
Поскольку площадь океанов, расположенных на полушарии суши, больше, чем площадь суши на нём, понятие «полушарие суши» означает полушарие, на котором размещается наибольшая часть суши, а не полушарие, на котором площадь суши больше, чем площадь океанов.